# 奇武胡夫縣

53°39′N 17°22′E / 53.650°N 17.367°E
奇武胡夫縣（波蘭語：Powiat człuchowski），是波蘭的縣份，位於該國北部，由濱海省負責管轄，首府設於奇武胡夫，面積1,574平方公里，2006年人口56,797，人口密度每平方公里36人。